# Blair Horn
Blair Horn (født 17. juli 1961 i Kelowna) er en canadisk tidligere roer og olympisk guldvinder.
Horn dyrkede roning på University of Washington, hvor han var en af universitetets stjerner. I begyndelsen af 1980'erne kom han med i den canadiske landsholdstrup, og han var med til at vinde bronze i firer med styrmand ved Universiaden i 1983.
Horn var med i den canadiske otter ved OL 1984 i Los Angeles. Båden blev toer i det indledende heat efter New Zealand og måtte dermed i opsamlingsheat, hvor de blev toer efter Australien. Canadierne var nu i finalen, hvor de kom til at kæmpe en indædt kamp mod USA, men endte med at vinde guld, 0,42 sekund foran amerikanerne, mens Australien vandt bronze. Det var Canadas første guldmedalje i otteren nogensinde og landets første OL-guld i roning siden 1964. Udover Horn bestod bådens besætning af Dean Crawford, John Michael Evans, Paul Steele, Grant Main, Mark Evans, Kevin Neufeld, Pat Turner og styrmand Brian McMahon.
I 1985 var Horn plaget af en rygskade, som holdt ham ude af sporten og endte med at afslutte hans karriere.
Blair Horn er uddannet jurist og har virket som advokat siden 1989. Han har desuden været leder af Britsh Columbia Sports Hall of Fame, i hvilken han selv er optaget sammen med de øvrige guldvindere fra otteren. De er desuden også optaget i Canadas Olympiske Hall of Fame.

## OL-medaljer
- 1984:  Guld i otter